# أنيتا هوفمان (كاتبة)
أنيتا هوفمان (بالإنجليزية: Anita Hoffman)‏ (16 مارس 1942، نيويورك في الولايات المتحدة - 27 ديسمبر 1998، سان فرانسيسكو في الولايات المتحدة)؛ كاتِبة وروائية أمريكية.

## روابط خارجية
- أنيتا هوفمان على موقع IMDb (الإنجليزية)